# 桔子洲街道
桔子洲街道为长沙市岳麓区下辖街道之一，地处岳麓山东麓，湘江西岸，为湘江以西老撤区。地缘上，桔子洲街道北与望月湖街道接壤，西北与西湖街道为邻，西南与岳麓街道相连，东临湘江。街道总面积16.02平方公里，街道下辖9个社区、2村、1场，总人口6.2万人（2006年）。

## 历史
桔子洲街道由原“水陆洲街道”改名。1953年，“民主建政街道”由岳麓区划归到西区，1960年3月西区成立“先锋人民公社”，水陆洲办事处命名为“第六分社”。1961年9月撤销城市人民公社时，恢复“水陆洲办事处”机构名称。1968年“水陆洲”改称“橘子洲”（桔子洲），成立桔子洲街道革命领导小组；1972年桔子洲街道由西区划归岳麓区。1975年岳麓区与西区合并，桔子洲街道属西区管辖。1996年7月长沙市辖区区划调整时，岳麓区继承西区建制，桔子洲街道属岳麓区管辖。

## 区划
桔子洲街道下辖以下地区：
石门楼社区、牌楼口社区、槐树坪社区、新民路社区、八字墙社区、岳南村社区、学堂坡社区、湖大社区、师大社区、桔子洲社区、麓山村、天马村和后湖新村。

## 地理
桔子洲街道东起湘江桔子洲与东岸河道中线，西以岳麓山为界，南接湖南师范大学南院，与岳麓街道毗邻，北至橘子洲大桥、枫林路，与望月湖街道相接。